# Asia de Nord
     Asia de Nord
     Asia Centrală
     Asia de Sud Vest
     Asia de Sud
     Asia de Est
     Asia de Sud Est

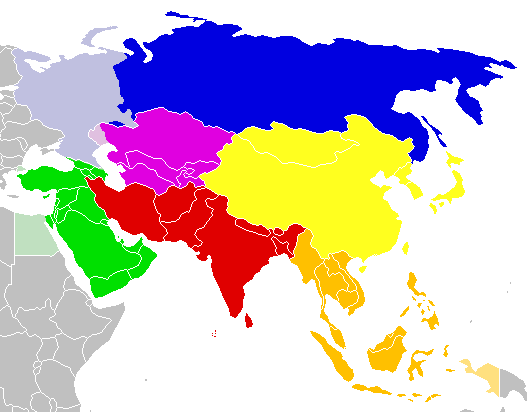
Regiunile din Asia:
Asia de Nord
Asia Centrală
Asia de Sud Vest
Asia de Sud
Asia de Est
Asia de Sud Est

Asia de Nord cuprinde regiunile asiatice din Rusia, inclusiv Siberia, precum și Mongolia. În vest regiunea se învecinează cu partea europeană rusă, iar la sud cu Asia Centrală și China. Limita nordică este țărmul Oceanului Arctic, iar cea estică țărmul Oceanului Pacific.

## Demografia
În prezent se estimează că există în jur de 31 de milioane de ruși la est de Munții Ural – limita dintre Europa și Asia. Siberienii indigeni sunt acum o minoritate în Asia de Nord, ca urmare a procesului de rusificare din ultimele trei secole.